# یواس‌اس اینترپید (۱۸۷۴)
یواس‌اس اینترپید (۱۸۷۴) (به انگلیسی: USS Intrepid (1874)) یک کشتی بود که طول آن ۱۷۰ فوت ۳ اینچ (۵۱٫۸۹ متر) بود. این کشتی در سال ۱۸۷۴ ساخته شد.